# Paulo Dybala
Paulo Dybala, né le 15 novembre 1993 à Laguna Larga dans la province de Córdoba en Argentine, est un footballeur international argentin jouant au poste d'attaquant à l'AS Rome.
En club, il commence sa carrière professionnelle en 2011 à l'Instituto de Cordoba avant de s'envoler en 2012 en Italie à l'US Palerme où il joue durant trois saisons. Il rejoint par la suite la Juventus FC en 2015, il y reste pendant 7 ans.
En sélection nationale, il joue son premier match en octobre 2015. Il participe à la Coupe du monde 2018 (Huitième de finale) et à la Copa America 2019 (Troisième). C’est en 2022 qu’il connaîtra la consécration en gagnant la Coupe du monde 2022.

## Biographie

### Jeunesse et formation
Paulo Dybala, surnommé La Joya ou encore El pibe de la pensión (ce qui veut respectivement dire Le bijou et Le gamin de l'hôtel), naît le 15 novembre 1993 à Laguna Larga, dans la Province de Córdoba. Il est le fils d'Adolfo Dybala et Alicia Suárez. Sa famille est d'origine polonaise, par son grand-père paternel, Bolesław Dybała, né près de Kielce, et d'origine italienne par sa grand-mère maternelle, ce qui lui a permis d'obtenir la nationalité italienne le 13 août 2012,,. Il adorait sa grand-mère, car c'est elle qui l'a poussé à commencer à jouer au football.
Dès son plus jeune âge, il intègre deux clubs dans sa ville natale : la réserve du CA Newell's Old Boys à Rosario et le Sportivo Belgrano, situé à San Francisco. En 2003, il intègre l'Instituto de Córdoba. Cinq ans plus tard, à la suite du décès de son père, la famille Dybala décide de faire déménager Paulo dans les chambres d'hôtes du club de Córdoba, ce qui lui vaudra son surnom El pibe de la pensión. En outre, cela lui évite de parcourir les 55 kilomètres séparant Laguna Larga et Córdoba. Il peut ainsi concilier ses études et le football, afin de réaliser son rêve de devenir un jour footballeur professionnel. En 2011, il réalise d'ailleurs ce rêve en signant son premier contrat professionnel avec son club formateur.

### Débuts à l'Instituto de Córdoba (2011-2012)
Sa première saison professionnelle se déroule en Primera B Nacional, avec un salaire de 900 euros, soit 4 000 pesos par mois, le salaire minimum. Il réalise ses débuts en équipe première avec l'Instituto le 13 août 2011, lors de la première journée, face au CA Huracán à la place de Marcelo Bergesse. Il inscrit son premier but dans la journée qui suit contre le CA Aldosivi, ce qui permet de remettre les deux équipes à égalité. Il réalise son premier hat-trick son régulière avec au compteur 38 apparitions et 17 buts, terminant ainsi quatrième meilleur buteur du championnat derrière Víctor Píriz, Fernando Cavenaghi et Gonzalo Castillejos. Au terme de la saison, Dybala bat quatre records du pays : plus jeune buteur (devançant ainsi Mario Kempes), premier à jouer 38 matchs consécutifs (battant de nouveau Kempes), premier à marquer deux hat-tricks au cours d'une même saison, et buteur lors de six rencontres consécutives (dépassant de ce fait le précédent record de quatre matchs). Par ailleurs, l'Instituto termine troisième du championnat à la suite d'une défaite lors de la dernière journée, ce qui permet au club de Córdoba de participer aux deux matchs éliminatoires aller-retour face aux joueurs du San Lorenzo, et éventuellement d'obtenir une accession en première division. Mais l'Instituto de Dybala perd le match aller avec un score de deux à zéroet réalise un match nul avec un but partout au match retour. À cause de ces résultats, l'Instituto ne peut monter en première division.
Il est découvert en Amérique du Sud par Gustavo Mascardi et par l'ancien directeur des sports de la société italienne de US Palerme Sean Sogliano. Le président des Rosanero annonce le 28 avril 2012 que Dybala rejoint son club pour une somme de 12 millions d'euros (taxes et frais inclus, un record pour l'histoire de la société Rosanero),,, y compris un dépôt de 3,5 millions déjà payé à l'avance. Deux jours plus tard, la société britannique Pencilhill Limited met fin aux versements envers Paulo. À la suite de cela, le club argentin indique que Dybala n'est plus sous sa juridiction.
Le 28 août 2012, après avoir passé les premières visites médicales en mai, l'Instituto n'accorde pas son transfert à moins de 3,14 millions d'euros, sachant que 2 millions reviennent à Pencilhill Limitedtandis que le reste est reversé à la Fédération argentine. Trois jours plus tard, l'US Palerme accepte finalement le transfert du joueur pour trois millions d'euros avec un contrat de quatre ans.

### US Palerme (2012-2015)
Sa présentation officielle a lieu le 21 juillet 2012. Le directeur des sports, Giorgio Perinetti, déclare pendant la présentation que Dybala portera le numéro 9. Lors de la conférence de presse, Dybala déclare sa joie et ses ambitions avec son nouveau club.
Il fait ses débuts en championnat italien lors de la deuxième journée de la saison 2012-2013 de Serie A, face à la Lazio Rome, où il remplace Fabrizio Miccoli à la 58e minute de jeu. Le match se termine sur le score de trois buts à zéro en faveur des Biancocelesti . Dès la huitième journée, au cours d'un match joué à domicile contre le Torino, il prend part à son premier match en tant que titulaire. Le 11 novembre 2012, il inscrit son premier but avec sa nouvelle équipe à la 52e minute, et vingt minutes plus tard, il marque aussi son premier doublé. Avec ces buts, il devient le plus jeune joueur à marquer sous les couleurs des Rosanero, quatre jours avant de fêter ses 19 ans. Il finit son séjour à Palerme en 2015.

### Juventus FC (2015-2022)

#### Saison 2015-2016
Le 17 mai 2015, lors d'une conférence d'après match, l'entraîneur de Palerme Giuseppe Iachini annonce que Dybala a trouvé un accord avec la Juventus de Turin. Il signe un contrat de cinq ans avec le club turinois. Il s'illustre dès son premier match officiel en doublant le score face à la Lazio Rome lors de la victoire par 2 buts a zéro de son équipe lors de la Supercoupe d'Italie. Au sein d'une Juventus qui réalise la pire entame de saison de son histoire, Dybala se révèle rapidement comme un des rares motifs de satisfaction. Fin août il inscrit son premier but en Serie A sous ses nouvelles couleurs lors d'une défaite 2-1 sur le terrain de la Roma, servi par son coéquipier Roberto Pereyra.
Fin octobre, la Vieille Dame compte onze points de retard sur le leader du championnat et semble bien mal embarquée dans la défense de son titre. Elle entame à partir de l'automne 2015 une spectaculaire remontée au classement avec une série de 15 victoires de suite. Paulo Dybala est au cœur de cette remontée avec de nombreux buts inscrits contre Empoli, la Lazio, la Fiorentina et surtout le Milan AC, face auquel il débloque un match serré le 21 novembre à la suite d'un superbe enchainement contrôle-demi volée. Son début d'année 2016 est du même acabit avec quatre buts en cinq rencontres de Serie A, dont celui de la victoire contre l'AS Rome le 24 janvier.
L'Argentin connait une baisse de régime entre février et avril avec une blessure et un seul but marqué en 12 matchs. Il conclut néanmoins sa saison avec un total de 19 buts et 9 passes décisives, le meilleur total de sa carrière, et remporte au passage ses premiers titres avec un doublé Serie A-Coupe d'Italie.
En Ligue des champions le natif de Lagune Larga éprouve davantage de difficultés à se faire remarquer. Il ne trouve le chemin des filets qu'à une seule reprise en sept matchs. Il s'agit néanmoins d'un but important, inscrit face au Bayern Munich alors que son équipe est menée 2-0 à domicile. La partie se conclut sur un score de 2-2, avant que le Bayern ne remporte le match retour 4-2 en l'absence de Dybala, blessé quelques jours auparavant.

#### Saison 2016-2017
Le 27 septembre 2016, Dybala marque son premier but de la saison en Ligue des champions face au Dinamo Zagreb. Il marque également son premier but en championnat lors de la septième journée.
Le 23 décembre 2016, son équipe s'incline aux tirs au but contre l'AC Milan en Supercoupe d'Italie. Lors de la 28e journée du championnat d'Italie, son équipe bat l'AC Milan sur le score de 2-1 notamment grâce à un penalty transformé du jeune joueur argentin dans le temps additionnel. Le 13 mars 2017, avant le match retour face au FC Porto, Dybala déclare  « vouloir marquer un but contre l'ancien gardien madrilène Iker Casillas ». Son vœu est exaucé car il marque l'unique but de la rencontre face au club portugais sur penalty.
Le 11 avril 2017, Dybala se fait remarquer en Ligue des champions pour avoir inscrit un doublé face au FC Barcelone d'un certain Lionel Messi, son équipe gagne le match aller 3-0 face au club catalan et le match retour se solde par un match nul 0-0 au Camp Nou. Deux jours plus tard est annoncée l'extension de son contrat avec la Juventus jusqu'en juin 2022. En mai 2017, Dybala réalise le doublé championnat-Coupe avec son équipe.
Le 3 juin 2017, il est titulaire lors de la finale de la Ligue des champions face au Real Madrid son équipe s'incline sur le score de 4-1.

#### Saison 2017-2018
Le 13 août 2017, en Supercoupe d'Italie, malgré le doublé de l'Argentin qui permet au club turinois de revenir sur le score de 2-2, son équipe s'incline face à la Lazio avec un but de Simone Palombi à la 93e minute. Le 26 août, lors de la deuxième journée de championnat, Dybala inscrit son premier triplé avec la Juventus. Il récidive le 17 septembre à l'occasion de son 100e match avec le club piémontais, en offrant la victoire à son équipe contre Sassuolo (3-1). La Juventus lui témoigne une grande confiance et c'est pour cela qu'il lui propose de changer le numéro de son maillot, passant du numéro 21 au numéro 10. Le 7 mars 2018, Dybala marque le but synonyme de qualification pour les quarts de finale de la Ligue des champions face à Tottenham (victoire 2-1). Le 3 avril 2018, il reçoit son deuxième carton jaune synonyme d'expulsion face au Real Madrid pour avoir involontairement levé le pied sur Dani Carvajal (défaite 3-0).

#### Saison 2018-2019
Il inscrit son premier but de la saison le 26 septembre 2018, lors d'une victoire de a Juventus en championnat face au Bologne FC (2-0 score final). Le 2 octobre 2018, Dybala marque son premier triplé en Ligue des champions face au BSC Young Boys (victoire 3-0). Le 23 octobre 2018, il offre la victoire à son équipe en marquant l'unique but de la rencontre face à Manchester United (victoire 0-1). Le 27 octobre 2018, lors de la 10e journée de championnat, Dybala porte pour la première fois le brassard de capitaine. Le 16 avril 2019, lors des quarts de finale retour de la Ligue des champions, il porte le brassard de capitaine face à l'Ajax mené par le capitaine et défenseur Matthijs de Ligt. L'équipe de l'Argentin s'incline sur le score de 1-2, synonyme d'élimination après le match nul à l'aller.

#### Saison 2019-2020
Le 22 octobre 2019, Dybala donne la victoire à son équipe en inscrivant un doublé en espace de deux minutes face au Lokomotiv Moscou (victoire 2-1). Le 26 novembre 2019, lors de la Ligue des champions, il inscrit l'unique but de la rencontre sur coup franc direct face à l'Atéltico Madrid, cette victoire permet à son équipe de terminer première de son groupe. Le 22 décembre 2019, son équipe perd la finale de la Supercoupe d'italie face à la Lazio (défaite 1-3). Pendant la pandémie du Coronavirus (depuis le début de mars 2020), Dybala a été testé positif au Covid-19 le 21 mars. Le 29 avril, il a de nouveau été testé positif (pour la quatrième fois selon l'émission espagnole El Chiringuito puis confirmé peu après par la presse italienne Sport Mediaset). Le 6 mai 2020, Dybala est définitivement guéri du Covid-19.

### AS Rome (depuis 2022)
Le 20 juillet 2022, le club de la capitale italienne a officialisé l'arrivée du joueur argentin, libre de tout contrat depuis son départ de la Juventus. Paulo Dybala a signé un contrat de trois ans avec l’AS Rome et porte le numéro 21. Son salaire annuel est estimé à six millions d'euros.

#### Saison 2022-2023
Le 27 août 2022, l'AS Roma accueille son ancien club, la Juventus. Paulo Dybala s'illustre en donnant une passe décisive à Tammy Abraham. Le match se finit sur le score de 1-1.
Il ouvre son compteur en Serie A avec les Romains en inscrivant un doublé face à la Monza, durant la journée suivante. Son club s'impose 3-0.
Le 12 septembre 2022, lors d'un déplacement à Empoli, l'AS Roma s'impose 1-2 et Paulo Dybala inscrit un but et donne une passe décisive à Tammy Abraham.
Le 1er octobre 2022, il participe à la belle victoire romaine sur la pelouse de l'Inter Milan (1-2) en inscrivant le but de l'égalisation sur un service de Leonardo Spinazzola. La semaine suivante, son club s'impose 2-1 contre Lecce et il est à nouveau buteur.
À la suite d'une blessure à l'ischio, il manqua quasiment un mois de compétition.
Le 15 janvier 2023, l'Argentin inscrit un nouveau doublé contre la Fiorentina qui permet à son club de s'imposer 2-0. Une semaine plus tard, son club récidive en battant La Spezia 0-2 et Paulo Dybala donne deux passes décisives à Stephan El Shaarawy et Tammy Abraham.
Il est un acteur majeur du bon parcours de la Roma en Ligue Europa, étant d'ailleurs buteur en finale de la compétition face au Séville FC. Néanmoins, son club s'incline finalement aux tirs au but.

#### Saison 2023-2024
Paulo Dybala est élu Joueur du mois de la Serie A en novembre 2023 puis à nouveau en février 2024.

#### Saison 2024-2025
En août 2024, Dybala est sollicité par le club saoudien d'Al-Qadsiah Football Club qui lui propose trois ans de contrat et une rémunération de 25 millions d'euros par saison. Alors qu'il semble prêt à rejoindre ce club et a signifié son départ à ses coéquipiers de l'AS Roma, il revient sur cette décision et annonce rester à Rome. En mars, il se blesse lors d'un match de Serie A face à Cagliari Calcio. Touché au muscle semi-tendineux gauche, son absence est initialement estimée à un mois. Toutefois, le club et le joueur se mettent d'accord pour que sa blessure soit traitée par chirurgie, ce qui le contraint à une absence plus longue et entraîne la fin de sa saison selon des médias italiens. Au moment de sa blessure, l'AS Roma est septième du classement de Serie A.

### En équipe nationale

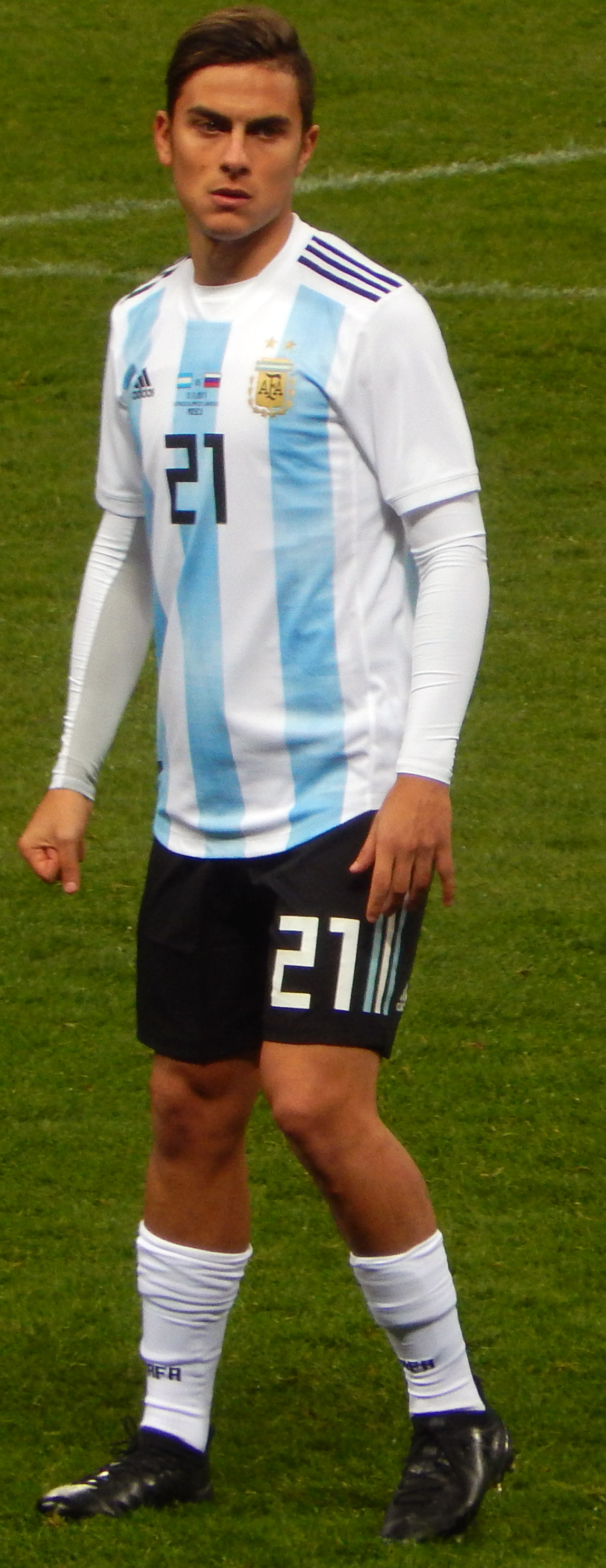
Dybala avec l'Argentine lors d'un match contre la Russie en 2017.

En 2011, l'équipe d'Argentine des moins de 17 ans le convoque aux Jeux panaméricains à Guadalajara, mais Dybala ne dispute aucun match au cours de cette compétition. Le 19 juillet 2012, l'équipe d'Argentine des moins de 20 ans invite Dybala, mais celui-ci décide de décliner cette invitation.
En 2015, le 22 septembre, après son bon début de saison avec la Juventus, le sélectionneur argentin Gerardo Martino le convoque pour les deux premiers matchs de l'Argentine aux qualifications pour la Coupe du monde 2018. Il dispute son premier match sous les couleurs Albiceleste le 13 octobre 2015, en remplaçant Carlos Tévez face au Paraguay.
Le 1er septembre 2016, Dybala reçoit le premier carton rouge de sa carrière durant une rencontre contre l'Uruguay. Recevant un second carton jaune, le jeune argentin quitte le terrain en pleurs.
Le 13 juin 2017, Dybala délivre sa première passe décisive pour Joaquín Correa contre l'équipe de Singapour.
Le 21 mai 2018, Dybala fait partie du groupe pour disputer la Coupe du monde 2018. Il ne rentre en jeu que lors d'une seule rencontre, contre la Croatie (défaite 0-3). Son manque de temps de jeu fait débat en Argentine alors que l'attaquant sort d'une bonne saison avec la Juventus. Ne faisant pas partie du plan de jeu de Jorge Sampaoli, certains médias mettent en avant que sa difficile association avec Lionel Messi, due à leur profil similaire, a poussé le sélectionneur à le mettre sur le banc,.
Le 21 novembre 2018, Dybala marque son premier but pour l'Albiceleste contre le Mexique en amical. Il lui aura fallu attendre sa dix-huitième sélection pour ouvrir son compteur.
Le 21 mai 2019, Dybala fait partie du groupe pour disputer la Copa América 2019. Il reste sur le banc lors des deux premiers matchs contre la Colombie (défaite 0-2) et le Paraguay (1-1). C'est là qui commence à entrer en jeu lors des trois matchs suivants jusqu'en demi-finale, bénéficiant ainsi du temps de jeu. Le 6 juillet 2019, pour le match de la troisième place face au Chili (victoire 2-1), il devient titulaire et inscrit son premier but dans la compétition. Après le match, Dybala fait cette déclaration sur son coéquipier Lionel Messi : « Messi m'a donné le ruban rouge avant le match pour me donner de la chance. J’ai fini par marquer mon premier but pour l'Argentine, ça a marché je le remercie ».
Le 11 novembre 2022, il est sélectionné par Lionel Scaloni pour participer à la Coupe du monde 2022 . Il est sacré champion du monde avec l'Argentine le 18 décembre 2022 et inscrit même l'un des tirs au but décisifs face à l'équipe de France.
En mai 2024, il ne fait pas partie de la liste élargie de 29 joueurs convoqués par Lionel Scaloni en vue de la Copa América 2024.

## Style de jeu
Dybala est un joueur polyvalent pouvant évoluer à plusieurs postes offensifs. Que ce soit en milieu offensif, en ailier ou en buteur, il trouve ses marques rapidement. Il possède une très grande qualité de dribbles qui lui permet d'effacer rapidement ses adversaires. L'argentin s'appuie aussi sur sa vitesse et son accélération conséquente. Un autre de ses atouts est sa finition qui lui permet d'être décisif devant le but. De ce fait, en  particulier grâce à sa puissante frappe de balle, il peut marquer des buts même étant éloigné des cages ainsi que sur coups de pied arrêtés. Sa panoplie technique est aussi munie d'une bonne vision du jeu et de qualités de passes au dessus de la moyenne.

## Statistiques
| Saison                | Club                  | Championnat           | Championnat | Championnat | Championnat | Coupe(s) nationale(s) | Coupe(s) nationale(s) | Coupe(s) nationale(s) | Supercoupe | Supercoupe | Supercoupe | Compétition(s) continentale(s) | Compétition(s) continentale(s) | Compétition(s) continentale(s) | Compétition(s) continentale(s) | Total | Total | Total |
| Saison                | Club                  | Division              | M.          | B.          | P.d.        | M.                    | B.                    | P.d.                  | M.         | B.         | P.d.       | Comp.                          | M.                             | B.                             | P.d.                           | M.    | B.    | P.d.  |
| 2011-2012             | Instituto de Córdoba  | Primera B Nacional    | 38+2        | 17+0        | 4+0         | -                     | -                     | -                     | -          | -          | -          | -                              | -                              | -                              | -                              | 40    | 17    | 4     |
| Sous-total            | Sous-total            | Sous-total            | 40          | 17          | 4           | -                     | -                     | -                     | -          | -          | -          | -                              | -                              | -                              | -                              | 40    | 17    | 4     |
| 2012-2013             | US Palerme            | Serie A               | 27          | 3           | 0           | 1                     | 0                     | 0                     | -          | -          | -          | -                              | -                              | -                              | -                              | 28    | 3     | 0     |
| 2013-2014             | US Palerme            | Serie B               | 28          | 5           | 6           | 2                     | 0                     | 0                     | -          | -          | -          | -                              | -                              | -                              | -                              | 30    | 5     | 6     |
| 2014-2015             | US Palerme            | Serie A               | 34          | 13          | 10          | 1                     | 0                     | 0                     | -          | -          | -          | -                              | -                              | -                              | -                              | 35    | 13    | 10    |
| Sous-total            | Sous-total            | Sous-total            | 89          | 21          | 16          | 4                     | 0                     | 0                     | -          | -          | -          | -                              | -                              | -                              | -                              | 93    | 21    | 16    |
| 2015-2016             | Juventus FC           | Serie A               | 34          | 19          | 9           | 4                     | 2                     | 0                     | 1          | 1          | 0          | C1                             | 7                              | 1                              | 0                              | 46    | 23    | 9     |
| 2016-2017             | Juventus FC           | Serie A               | 31          | 11          | 7           | 5                     | 4                     | 1                     | 1          | 0          | 0          | C1                             | 11                             | 4                              | 0                              | 48    | 19    | 8     |
| 2017-2018             | Juventus FC           | Serie A               | 33          | 22          | 5           | 4                     | 1                     | 2                     | 1          | 2          | 0          | C1                             | 8                              | 1                              | 0                              | 46    | 26    | 7     |
| 2018-2019             | Juventus FC           | Serie A               | 30          | 5           | 4           | 2                     | 0                     | 0                     | 1          | 0          | 0          | C1                             | 9                              | 5                              | 0                              | 42    | 10    | 4     |
| 2019-2020             | Juventus FC           | Serie A               | 33          | 11          | 6           | 4                     | 2                     | 1                     | 1          | 1          | 0          | C1                             | 8                              | 3                              | 3                              | 46    | 17    | 10    |
| 2020-2021             | Juventus FC           | Serie A               | 20          | 4           | 3           | 1                     | 0                     | 0                     | 0          | 0          | 0          | C1                             | 5                              | 1                              | 0                              | 26    | 5     | 3     |
| 2021-2022             | Juventus FC           | Serie A               | 29          | 10          | 5           | 4                     | 2                     | 0                     | 1          | 0          | 0          | C1                             | 5                              | 3                              | 1                              | 39    | 15    | 6     |
| Sous-total            | Sous-total            | Sous-total            | 210         | 82          | 39          | 24                    | 11                    | 4                     | 6          | 4          | 0          | -                              | 53                             | 18                             | 4                              | 293   | 115   | 47    |
| 2022-2023             | AS Rome               | Serie A               | 25          | 12          | 6           | 2                     | 1                     | 0                     | -          | -          | -          | C3                             | 11                             | 5                              | 1                              | 38    | 18    | 7     |
| 2023-2024             | AS Rome               | Serie A               | 28          | 13          | 9           | 2                     | 1                     | 0                     | -          | -          | -          | C3                             | 9                              | 2                              | 1                              | 39    | 16    | 10    |
| 2024-2025             | AS Rome               | Serie A               | 24          | 6           | 3           | 1                     | 0                     | 0                     | -          | -          | -          | C3                             | 11                             | 2                              | 1                              | 36    | 8     | 4     |
| Sous-total            | Sous-total            | Sous-total            | 77          | 31          | 18          | 5                     | 2                     | 0                     | 0          | 0          | 0          | -                              | 31                             | 9                              | 3                              | 113   | 42    | 21    |
| Total sur la carrière | Total sur la carrière | Total sur la carrière | 416         | 151         | 77          | 33                    | 13                    | 4                     | 6          | 4          | 0          | -                              | 84                             | 27                             | 7                              | 539   | 195   | 88    |

### En sélection nationale
| Saison                | Sélection             | Phases finales        | Phases finales | Phases finales | Phases finales | Éliminatoires CDM | Éliminatoires CDM | Éliminatoires CDM | Matchs amicaux | Matchs amicaux | Matchs amicaux | Total | Total | Total |
| Saison                | Sélection             | Compétition           | M              | B              | Pd             | M                 | B                 | Pd                | M              | B              | Pd             | M     | B     | Pd    |
| --------------------- | --------------------- | --------------------- | -------------- | -------------- | -------------- | ----------------- | ----------------- | ----------------- | -------------- | -------------- | -------------- | ----- | ----- | ----- |
| 2015-2016             | Argentine             | -                     | -              | -              | -              | 3                 | 0                 | 0                 | -              | -              | -              | 3     | 0     | 0     |
| 2016-2017             | Argentine             | -                     | -              | -              | -              | 3                 | 0                 | 0                 | 2              | 0              | 1              | 5     | 0     | 1     |
| 2017-2018             | Argentine             | Coupe du monde 2018   | 1              | 0              | 0              | 2                 | 0                 | 0                 | 2              | 0              | 0              | 5     | 0     | 0     |
| 2018-2019             | Argentine             | Copa América 2019     | 4              | 1              | 1              | -                 | -                 | -                 | 7              | 1              | 2              | 11    | 2     | 3     |
| 2019-2020             | Argentine             | -                     | -              | -              | -              | -                 | -                 | -                 | 5              | 0              | 1              | 5     | 0     | 1     |
| 2021-2022             | Argentine             | Finalissima 2022      | 1              | 1              | 0              | 3                 | 0                 | 1                 | 1              | 0              | 0              | 5     | 1     | 1     |
| 2022-2023             | Argentine             | Coupe du monde 2022   | 2              | 0              | 0              | -                 | -                 | -                 | 2              | 0              | 1              | 4     | 0     | 1     |
| 2023-2024             | Argentine             | -                     | -              | -              | -              | 0                 | 0                 | 0                 | -              | -              | -              | 0     | 0     | 0     |
| 2024-2025             | Argentine             | -                     | -              | -              | -              | 2                 | 1                 | 0                 | -              | -              | -              | 2     | 1     | 0     |
| Total sur la carrière | Total sur la carrière | Total sur la carrière | 8              | 2              | 1              | 13                | 1                 | 1                 | 19             | 1              | 5              | 40    | 4     | 7     |

### Liste des matchs internationaux
| Matchs internationaux de Paulo Dybala | Matchs internationaux de Paulo Dybala | Matchs internationaux de Paulo Dybala                   | Matchs internationaux de Paulo Dybala | Matchs internationaux de Paulo Dybala | Matchs internationaux de Paulo Dybala | Matchs internationaux de Paulo Dybala                                                                                           |
|                                       | Date                                  | Lieu                                                    | Adversaire                            | Résultat                              | Compétition                           | Notes |
| ------------------------------------- | ------------------------------------- | ------------------------------------------------------- | ------------------------------------- | ------------------------------------- | ------------------------------------- | --- |
| 1.                                    | 14 octobre 2015                       | Defensores del Chaco, Asuncion, Paraguay                | Paraguay                              | 0 - 0                                 | Éliminatoires Coupe du monde 2018     | Entre en jeu à la place de Carlos Tevez à la 74e minute de jeu.                                                                 |
| 2.                                    | 14 novembre 2015                      | El Monumental, Buenos Aires, Argentine                  | Brésil                                | 1 - 1                                 | Éliminatoires Coupe du monde 2018     | Entre en jeu à la place de Gonzalo Higuain à la 81e minute de jeu.                                                              |
| 3.                                    | 17 novembre 2015                      | Stade Metropolitano, Barranquilla, Colombie             | Colombie                              | 0 - 1                                 | Éliminatoires Coupe du monde 2018     | Entre en jeu à la place de Gonzalo Higuain à la 70e minute de jeu.                                                              |
| 4.                                    | 2 septembre 2016                      | Malvinas Argentinas, Mendoza, Argentine                 | Uruguay                               | 1 - 0                                 | Éliminatoires Coupe du monde 2018     | Titulaire. Expulsé à la 45e minute de jeu.                                                                                      |
| 5.                                    | 7 octobre 2016                        | Estadio Nacional, Lima, Pérou                           | Pérou                                 | 2 - 2                                 | Éliminatoires Coupe du monde 2018     | Titulaire et remplacé par Angel Correa à la 65e minute de jeu.                                                                  |
| 6.                                    | 12 octobre 2016                       | Stade Mario-Alberto-Kempes, Cordoba, Argentine          | Paraguay                              | 0 - 1                                 | Éliminatoires Coupe du monde 2018     | Entre en jeu à la place de Nicolas Gaitan à la 60e minute de jeu.                                                               |
| 7.                                    | 9 juin 2017                           | Melbourne Cricket Ground, Melbourne, Australie          | Brésil                                | 0 - 1                                 | Match amical                          | Titulaire et remplacé par Guido Rodríguez à la 69e minute de jeu.                                                               |
| 8.                                    | 13 juin 2017                          | Stade national de Singapour, Singapour, Singapour       | Singapour                             | 0 - 6                                 | Match amical                          | Titulaire. Passe décisive vers Joaquin Correa à la 30e minute de jeu.                                                           |
| 9.                                    | 1er septembre 2017                    | Stade Centenario, Montevideo, Uruguay                   | Uruguay                               | 0 - 0                                 | Éliminatoires Coupe du monde 2018     | Titulaire et remplacé par Javier Pastore à la 71e minute de jeu.                                                                |
| 10.                                   | 6 septembre 2017                      | El Monumental, Buenos Aires, Argentine                  | Venezuela                             | 1 - 1                                 | Éliminatoires Coupe du monde 2018     | Titulaire et remplacé par Dario Benedetto à la 63e minute de jeu.                                                               |
| 11.                                   | 11 novembre 2017                      | Stade Loujniki, Moscou, Russie                          | Russie                                | 0 - 1                                 | Match amical                          | Entre en jeu à la place de Sergio Agüero à la 87e minute de jeu.                                                                |
| 12.                                   | 14 novembre 2017                      | Stade Krasnodar, Krasnodar, Russie                      | Nigeria                               | 2 - 4                                 | Match amical                          | Titulaire et remplacé par Fernando Belluschi à la 63e minute de jeu.                                                            |
| 13.                                   | 21 juin 2018                          | Stade de Nijni Novgorod, Nijni Novgorod, Russie         | Croatie                               | 0 - 3                                 | Coupe du monde 2018                   | Entre en jeu à la place de Enzo Perez à la 68e minute de jeu.                                                                   |
| 14.                                   | 12 septembre 2018                     | MetLife Stadium, New York, États-Unis                   | Colombie                              | 0 - 0                                 | Match amical                          | Entre en jeu à la place de Exequiel Palacios à la 54e minute de jeu.                                                            |
| 15.                                   | 11 octobre 2018                       | Stade du Prince Faisal bin Fahd, Riyad, Arabie Saoudite | Irak                                  | 0 - 4                                 | Match amical                          | Titulaire. Passe décisive vers Roberto Pereyra à la 53e minute de jeu.                                                          |
| 16.                                   | 16 octobre 2018                       | Stade Roi-Abdallah, Djeddah, Arabie Saoudite            | Brésil                                | 1 - 0                                 | Match amical                          | Titulaire et remplacé par Lautaro Martinez à la 58e minute de jeu.                                                              |
| 17.                                   | 17 novembre 2018                      | Stade Mario-Alberto-Kempes, Cordoba, Argentine          | Mexique                               | 2 - 0                                 | Match amical                          | Titulaire et remplacé par Franco Vazquez à la 72e minute de jeu. Passe décisive vers Ramiro Funes Mori à la 44e minute de jeu.  |
| 18.                                   | 21 novembre 2018                      | Malvinas Argentinas, Mendoza, Argentine                 | Mexique                               | 2 - 0                                 | Match amical                          | Entre en jeu à la place de Mauro Icardi à la 81e minute de jeu.                                                                 |
| 19.                                   | 26 mars 2019                          | Stade Ibn-Batouta, Tanger, Maroc                        | Maroc                                 | 0 - 1                                 | Match amical                          | Titulaire et remplacé par Giovani Lo Celso à la 79e minute de jeu                                                               |
| 20.                                   | 8 juin 2019                           | Stade du Bicentenaire, San Juan, Argentine              | Nicaragua                             | 5 - 1                                 | Match amical                          | Entre en jeu à la place de Lionel Messi à la 46e minute de jeu                                                                  |
| 21.                                   | 23 juin 2019                          | Arena do Gremio, Porto Alegre, Brésil                   | Qatar                                 | 0 - 2                                 | Copa America 2019                     | Entre en jeu à la place de Lautaro Martinez à la 76e minute de jeu. Passe décisive vers Sergio Agüero à la 82e minute de jeu.   |
| 22.                                   | 28 juin 2019                          | Stade Maracana, Rio de Janeiro, Brésil                  | Venezuela                             | 0 - 2                                 | Copa America 2019                     | Entre en jeu à la place de Sergio Agüero à la 85e minute de jeu.                                                                |
| 23.                                   | 2 juillet 2019                        | Stade Mineirao, Belo Horizonte, Brésil                  | Brésil                                | 2 - 0                                 | Copa America 2019                     | Entre en jeu à la place de Nicolas Tagliafico à la 85e minute de jeu.                                                           |
| 24.                                   | 6 juillet 2019                        | Arena Corinthians, Sao Paulo, Brésil                    | Chili                                 | 2 - 1                                 | Copa America 2019                     | Titulaire et remplacé par Angel Di Maria à la 67e minute de jeu.                                                                |
| 25.                                   | 6 septembre 2019                      | Los Angeles Memorial Coliseum, Los Angeles, États-Unis  | Chili                                 | 0 - 0                                 | Match amical                          | Titulaire et remplacé par Alexis Mac Allister à la 70e minute de jeu.                                                           |
| 26.                                   | 10 septembre 2019                     | Alamodome, San Antonio, États-Unis                      | Mexique                               | 4 - 0                                 | Match amical                          | Entre en jeu à la place de Lautaro Martinez à la 46e minute de jeu.                                                             |
| 27.                                   | 9 octobre 2019                        | Signal Iduna Park, Dortmund, Allemagne                  | Allemagne                             | 2 - 2                                 | Match amical                          | Titulaire et remplacé par Lucas Alario à la 62e minute de jeu.                                                                  |
| 28.                                   | 13 octobre 2019                       | Stade Martinez Valero, Elche, Espagne                   | Équateur                              | 1 - 6                                 | Match amical                          | Entre en jeu à la place de Lautaro Martinez à la 46e minute de jeu. Passe décisive vers German Pezzella à la 66e minute de jeu. |
| 29.                                   | 18 novembre 2019                      | Stade Bloomfield, Tel-Aviv, Israël                      | Uruguay                               | 2 - 2                                 | Match amical                          | Titulaire et remplacé par Lautaro Martinez à la 76e minute de jeu.                                                              |

### Buts internationaux
| Buts internationaux de Paulo Dybala | Buts internationaux de Paulo Dybala | Buts internationaux de Paulo Dybala             | Buts internationaux de Paulo Dybala | Buts internationaux de Paulo Dybala | Buts internationaux de Paulo Dybala | Buts internationaux de Paulo Dybala | Buts internationaux de Paulo Dybala |
|                                     | Date                                | Lieu                                            | Adversaire                          | Score                               | Résultat                            | Compétition                         |                                     |
| ----------------------------------- | ----------------------------------- | ----------------------------------------------- | ----------------------------------- | ----------------------------------- | ----------------------------------- | ----------------------------------- | ----------------------------------- |
| 1.                                  | 21 novembre 2018                    | Estadio Malvinas Argentinas, Mendoza, Argentine | Mexique                             | 2-0                                 | 2-0                                 | Match amical                        |                                     |
| 2.                                  | 6 juillet 2019                      | Arena Corinthians, Sao Paulo, Brésil            | Chili                               | 2-0                                 | 2-1                                 | Copa América 2019                   |                                     |
| 3.                                  | 1 juin 2022                         | Stade de Wembley, Londres, Royaume-Uni          | Italie                              | 0-3                                 | 0-3                                 | Finalissima 2022                    |                                     |
| 4.                                  | 5 septembre 2024                    | Stade Monumental, Buenos Aires, Argentine       | Chili                               | 3-0                                 | 3-0                                 | Qualif CDM 2026 zone Am.Sud         |                                     |

## Palmarès

### En club
| US Palerme (1)                    | Juventus FC (11) | AS Roma                           |
| --------------------------------- | --- | --------------------------------- |
| - Serie B (1) : - Champion : 2014 | - Serie A (5) : - Champion : 2016, 2017, 2018, 2019 et 2020 - Coupe d'Italie (4) : - Vainqueur : 2016, 2017, 2018 et 2021 - Finaliste : 2020, 2022 - Supercoupe d'Italie (2) : - Vainqueur : 2015 et 2018 - Finaliste : 2016, 2017, 2019 et 2021 - Ligue des champions : - Finaliste : 2017 | - Ligue Europa - Finaliste : 2023 |

### En équipe nationale
| Argentine (2) |
| --- |
| - Coupe du monde : - Vainqueur : 2022 - Coupe des champions CONMEBOL–UEFA : - Vainqueur : 2022 - Copa America - Troisième : 2019 |

### Distinctions individuelles

#### Avec l'Instituto de Cordoba
- 2012 : Premier joueur à jouer 38 matchs consécutifs en Primera B Nacional.

#### Avec l'US Palerme
- 2012 : Transfert le plus cher de l'histoire de l'US Palerme avec 12 M€.

#### Avec la Juventus FC
- 2016 : Nommé pour le Ballon d'Or 2016 (0 point).
- 2017 : Élu par les supporters de la Juventus joueur du mois de février.
- 2017 : Élu par les supporters de la Juventus joueur du mois d'avril.
- 2017 : Nommé pour le Prix UEFA du meilleur joueur d'Europe (6e avec 19 points).
- 2017 : Nommé pour le Ballon d'Or 2017 (15e avec 23 points).
- 2019 : Nommé pour le plus beau but de la 5e journée de la Ligue des Champions 2019-2020.
- 2020 : Désigné meilleur joueur de la saison 2019-2020 par la Lega Serie A[59].
- Juillet 2020 : Joueur du mois de la Serie A.

#### Avec l'AS Roma
- 2023 : Membre de l'équipe de la saison de la Ligue Europa 2022-23.
- 2024 : Co-meilleur passeur du Serie A 2023/2024 avec 9 passes décisives.
- Joueur du mois de la Serie A en novembre 2023[60], février 2024[61], avril 2024[62] et décembre 2024[63].

### Records personnels
- Premier joueur à marquer deux hat-tricks au cours d'une même saison de Primera B Nacional.
- Premier joueur à avoir marqué lors de six rencontres consécutives de Primera B Nacional.
- Plus jeune buteur de la Primera B Nacional (17 ans, 9 mois et 5 jours).
- Plus jeune buteur de l'histoire de l'US Palerme (18 ans, 11 mois et 26 jours).
- Plus jeune buteur argentin en Ligue des Champions avec la Juventus (22 ans, 3 mois et 8 jours).
- Meilleur buteur rosanero du Championnat d'Italie lors de la saison 2014-2015 (13 buts).
- Meilleur buteur turinois du Championnat d'Italie lors de la saison 2015-2016 (19 buts).
- Meilleur buteur turinois du Championnat d'Italie lors de la saison 2017-2018 (22 buts).
- 2e joueur argentin à marquer un hat-trick en Ligue des Champions avec la Juventus (après Omar Sivori en 1959).
- Joueur le plus souvent désigné joueur du mois de la Serie A (5 fois)[63].

## Anecdotes
- Paulo Dybala joue avec les chaussettes basses.

- En 2020, le rappeur français Maes sort un titre s’intitulant « Dybala » en featuring avec le célèbre rappeur français Jul.